# Паризький міський музей сучасного мистецтва
Паризький міський музей сучасного мистецтва (фр. Musée d'Art moderne de la Ville de Paris) — художній музей, заснований в 1961 році. Музей займає східне крило Токійського палацу. Більше 8000 експонатів представляють різноманітні течії мистецтва XX століття.
Цей музей слід не плутати з Національним музеєм сучасного мистецтва, розташованим в Центрі Жоржа Помпіду.

## Історія музею
Спочатку музей планувалося відкрити в 1937 році в рамках Міжнародної Виставки Мистецтв і Технології, що проходила в Парижі. Проте в 1937 році музей не відкрився, й велика кількість робіт сучасних митців, куплених містом Парижем за час виставки потрапляють до колекції музею Малого Палацу. Тільки тоді, коли приміщення Малого Палацу стають абсолютно замалими для зібраної колекції (особливо після дару доктора Жирардена (фр. Dr Girardin) в 1953 році, у Токійському палаці було відкрито новий музей.

### Пограбування 20 травня 2010 року

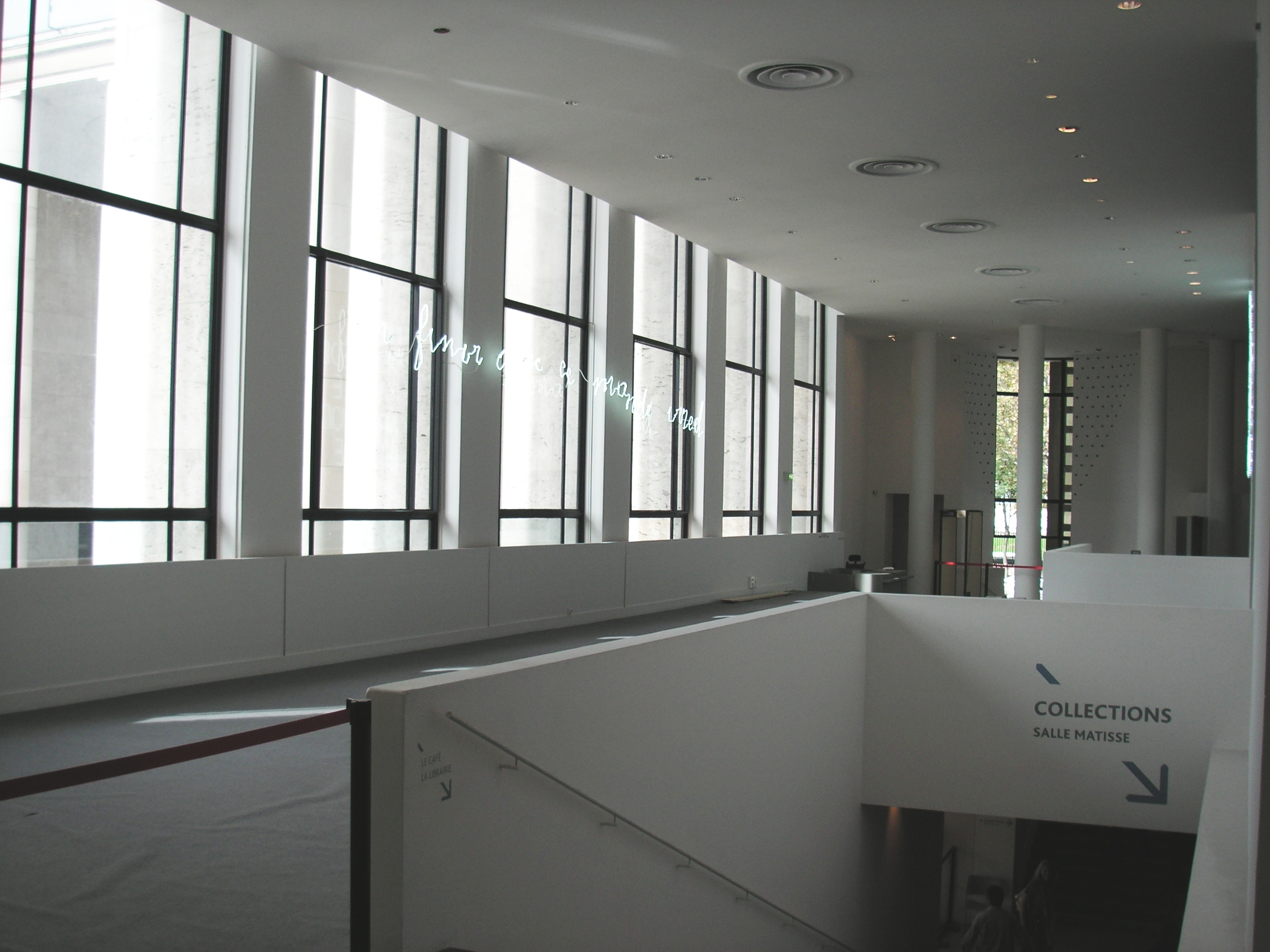
Злодій проник до музею, розбивши одне з вікон (фото до пограбування)

20 травня 2010 року з музею було викрадено п'ять надзвичайно цінних полотен вартістю понад 100 млн євро. Злодій скористався тим, що внаслідок несправності, сигналізація музею кілька тижнів поспіль працювала зі збоями.
Викрадені картини:
- Амедео Модільяні «Жінка з віялом» (1919);
- Пабло Пікассо «Голуб із зеленим горошком» (1912);
- Жорж Брак «Оливкове дерево біля Естаку» (1907);
- Анрі Матісс «Пастораль» (1905);
- Фернан Леже «Натюрморт з підсвічниками» (1905).

Це пограбування є одним з найбільших пограбувань в історії.

## Постійна колекція
Постійна колекція музею виставлена за хронологічним принципом.

### Історичний розділ (1900—1960рр..)
Тут представлені експонати, зібрані під час будівництва Токійського палацу в 1937 році, а також предмети мистецтва, подаровані доктором Жирарденом.

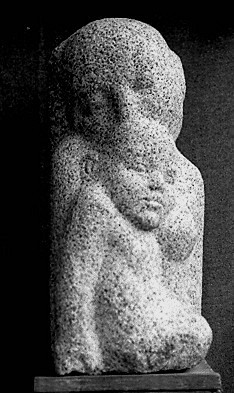
«Материнство» Шеломо Селінджера (Shelomo Selinger), премія Неймана 1958 року

В історичному розділі представлені роботи фовістів, кубістів та пост-кубістів, орфістів (в основному твори Делоне та Леже); а також сюрреалістів (картини Пікаб'я, а також колекція, яка належала письменникові-сюрреалісту Андре Бретону).

### Сучасний розділ (після 1960 року)
Розділ представляє різні течії сучасного мистецтва; найважливіші серед них:
- Течія нового реалізму: Арман (фр. Arman), Сезар, Жерар Дешам (фр. Gérard Deschamps), Раймон Ен (фр. Raymond Hains), Ів Кляйн, Марс'яль Ресс (фр. Martial Raysse) і Жак Вільгле (фр. Jacques Villeglé).
- Течія флуксус: Бенжамен Вотьє (фр. Benjamin Vautier), Ерік Дітман (фр. Erik Dietman), Робер Фію (фр. Robert Filliou).
- Течія близьких за духом митців (фр. mouvement d'artistes proches d'esprit): Марсель Бродтерс (фр. Marcel Broodthaers), Болтанські, Аннетт Мессаже (фр. Annette Messager)
- Течія «наративного зображення» (фр. Figuration narrative): Анрі Кюеко (фр. Henri Cueco), Ерро (фр. Erró), Жерар Фроманже (фр. Gérard Fromanger), Бернар Ранкіяк (фр. Bernard Rancillac), Жак Монорі (фр. Jacques Monory), Жерар Шлоссер (фр. Gérard Schlosser), Петер Штемпфлі (фр. Peter Stämpfli)).

## Практична інформація
Музей розташований в XVI окрузі Парижа, найближчі станції метро — Alma-Marceau і Iéna.
Музей відчинений щодня крім понеділка.
Години роботи: з 10:00 до 18:00. У четвер музей відчинено до 22:00